# Falange Española Tradicionalista y de las Juntas de Ofensiva Nacional Sindicalista
La Falange Española Tradicionalista y de las Juntas de Ofensiva Nacional Sindicalista (FET y de las JONS ou simplement FET ; en français : Phalange espagnole traditionaliste et des juntes d'offensive nationale-syndicaliste) était le parti unique de l'Espagne franquiste, fondé le 19 avril 1937 comme produit de l'unification de la Phalange espagnole (FE de las JONS), des traditionalistes carlistes, des Juntas de Ofensiva Nacional-Sindicalista (JONS) et du reste des forces politiques qui appuyèrent le soulèvement militaire du 18 juillet 1936 dans la guerre civile espagnole (1936-1939).

## Historique
Dès le décret qui matérialisa l'unification, le général Franco s'érigea en seul chef du parti. Son siège se trouvait au 44, rue d'Alcalá, à Madrid.
FET y de las JONS fut conçu comme la branche politique du dénommé Movimiento Nacional (« Mouvement national »), concept plus large par lequel était défini le mécanisme totalitaire d'inspiration fasciste qui prétendait être l'unique voie de participation à la vie publique espagnole durant le franquisme. Son discours politique était un mélange hétéroclite d'éléments idéologiques et rhétoriques fascistes, traditionalistes, nationalistes d'extrême-droite, conservateurs, nationaux-catholiques, monarchistes, etc.
FET de las JONS devint une pièce essentielle de l'appareil d'État franquiste, permettant la création de réseaux visant à maintenir la fidélité au régime tout en cooptant les militants dans toutes les classes sociales, de manière à assurer une large base de soutien et une stabilité certaine au régime. Il dota la dictature franquiste d'une armature bureaucratique et idéologique, avec un très grand pouvoir durant la première étape du régime (jusqu'aux années 1960). Par la suite, il perdit peu à peu de l'influence, mais la dictature et le mouvement, incarné par le parti, restèrent inséparables jusqu'à ce que la mort du dictateur en 1975 débouche sur la Transition démocratique espagnole. Le parti fut dissous le 7 avril 1977.

## Symbologie
FET y de las JONS adopta une combinaison de symboles qui reflétait la diversité des forces qui le constituaient. L'uniforme traditionnel se composait ainsi de la chemise bleue de la Phalange et du bonnet rouge des requetés carlistes, auquel on ajouta une cravate noire en signe de deuil pour José Antonio Primo de Rivera (fondateur de la Phalange, figure encensée par le régime et généralement désignée par son simple prénom « José Antonio » dans la propagande de celui-ci-).
De la même manière, les drapeaux qui présidaient les actes du régime reflétaient cette diversité : drapeau national de l'Espagne portant l'aigle de saint Jean, drapeau de la Phalange et Croix de Bourgogne des traditionalistes.
Le principal hymne du régime était Cara al sol, du musicien de Guipuscoa Juan Tellería et avec des paroles de José Antonio Primo de Rivera. D'autres hymnes bénéficièrent d'une coofficialité formelle, notamment la Marche d'Oriamendi du carlisme.
L'image du parti était également représentée par le salut phalangiste (également d'inspiration fasciste), la main et le bras droits tendus, et les cris rituels de la phalange comme ¡Arriba España! (« Espagne debout ! ») ou España, una, grande y libre (« Espagne une, grande et libre »).

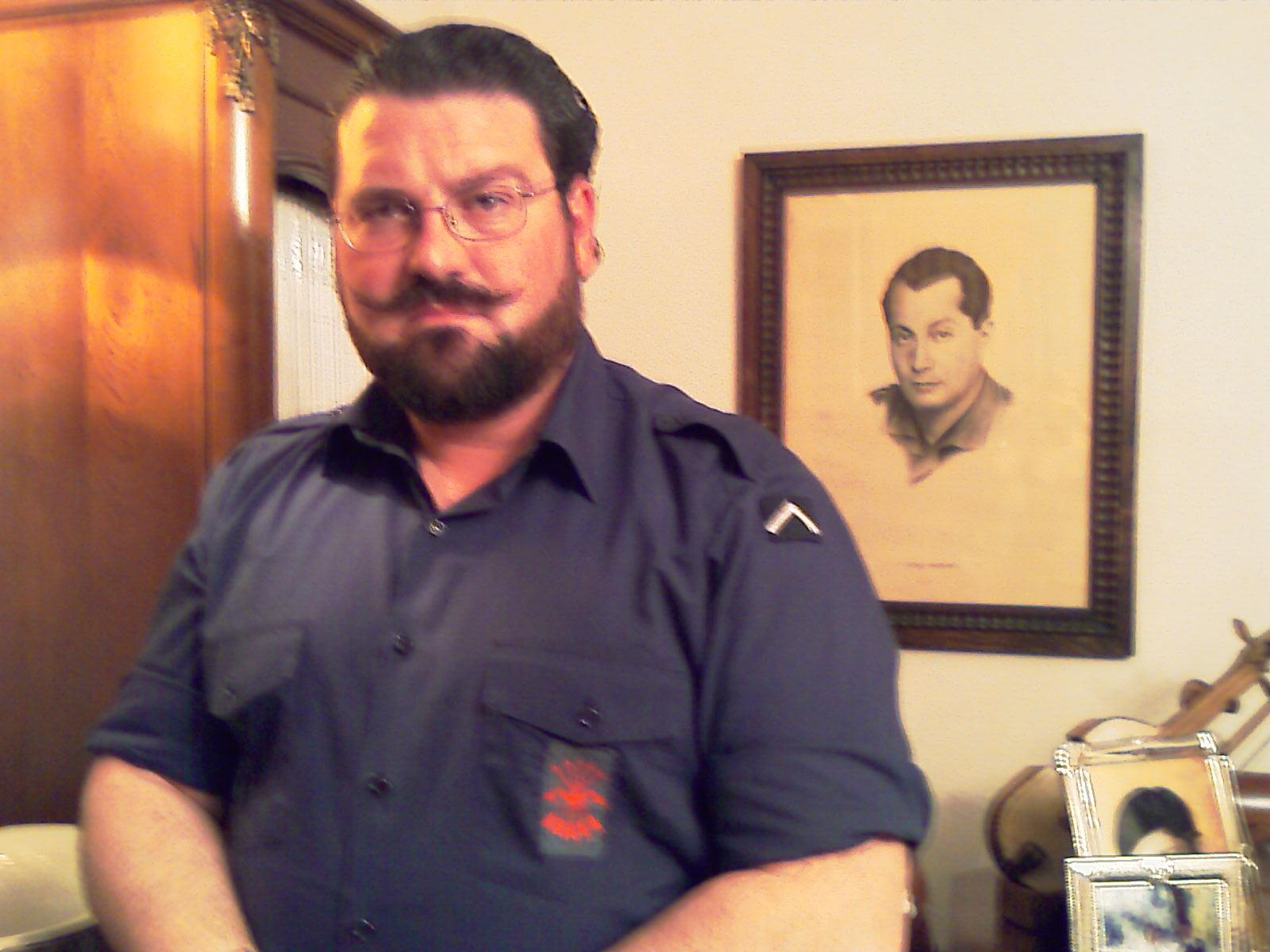
Homme portant l'uniforme phalangiste.
Drapeau officiel de l'Espagne entre 1945 et 1977.
Drapeau officiel de la FET y de las JONS, anciennement drapeau de la Phalange espagnole.
Croix de Bourgogne, drapeau des traditionalistes carlistes.